# 呪文
呪文（じゅもん）は、呪術的な効果を得るために使われる言葉であり、呪術の一要素を成す。多くは定式化されており、期待する効果に応じてそれらを使い分ける。呪文のフレーズには直喩・隠喩が多用されたり、擬音語・節回しなどの音声的な工夫がなされたりする。また神秘性によって効力が高まると考え、古語や意味不明な語句を用いたり、秘密にされたりする場合もある。またはそこから転じて、意味不明な言葉の羅列などを"呪文"と喩える場合もある。
呪術の要素として、言葉（呪文）、行為（呪法）、道具（呪具）の三つが挙げられるが、各々を単独で用いるか・組み合わせて用いるか、またどれを重視するかは文化によって異なる。従って呪文はしばしば儀式と結び付けて用いられる。また呪文を特に尊び、一言一句正確な詠唱を求める文化もあれば、呪法や呪具の効力を認めて、術者による多少の呪文改変を許す文化もある。前者の例としてはポリネシアのマオリ族やトロブリアンド島民がある。アフリカでは後者の例が多い。
呪文は言葉そのものとして見ると、様式的かつ一義的解釈が困難という点で詩歌との共通点がある。実際、呪文が詩歌（特に諷刺詩）の原型になったと思われる社会は多く見られる。

## 日本において有名な呪文
- ちちんぷいぷい
- オン・キリキリ・～（密教）
- 臨兵闘者皆陣列在前（九字）
- くわばらくわばら（雷避け）
- 成るか成らぬか。成らねば切るぞ。- 成り木責めという豊作儀式で唱えられる木を脅す呪文。さるかに合戦でも同様の行為を見ることができる。
- エロイムエッサイム、我は求め訴えたり（水木しげるの漫画、『悪魔くん』で使われ有名になる）
- アブラカダブラ
- ナンマイドーヤ
- 痛いの痛いの飛んでいけ - 怪我をしたときの呪文。手当て療法と共に、医学的には、そばに人が居るなどの安心感によって痛みの信号が軽減されるとしている（ゲートコントロールセオリー）[6]。他言語でも同様の呪文がある。
  - ラテン語圏では、 Sana、Sana、culito（Colita） de Rana. Si no sanas hoy, sanarás mañana 訳「治れ、治れ、カエルのおしり（しっぽ）。もし今日治らなかったら明日治れ」
  - 英語では、Kiss it and make it better などが見られる。

### 祈り・祓い
- なんまいだぶ、なんまいだぶ（南無阿弥陀仏からの転化）
- 主イエス・キリストの御名によって～、アーメン （キリスト教の自由祈祷）
- 天にましますわれらの父よ、～ （キリスト教の主の祈り）
- ビスミッラーヒラフマーニラヒーム（イスラム教の祈り、訳「慈悲ふかく慈愛あまねきアッラーの御名において」）
- ～せと、恐み恐み（畏み畏み）白す（申す） （祝詞）
- 真言
- 言霊
- 陀羅尼（ダーラニー） - 仏教で使われる呪文。消災吉祥陀羅尼、大悲心陀羅尼などが伝わっている。多くはサンスクリット語を音写したものである。
- Shemhamforash（サタニックバイブルに記載された儀式に使われるサタン教会の祈り）

### 詩歌
- 読経（仏教）
- 聖歌（キリスト教）
- アザーン（イスラム教） － イスラム教では音楽として扱われないので注意

### 召喚術
- ブラッティメアリー
- コックリさん、コックリさん、おいでください。

### 死者蘇生
- 一二三四五六七八九十、布留部 由良由良止 布留部（布瑠の言）

### 童謡・古典の有名な呪文
- 鏡よ鏡よ（白雪姫）
- 開けゴマ（アリババと40人の盗賊）
- ビビディ・バビディ・ブー（シンデレラ）
- バルス（天空の城ラピュタ）
- スーパーカリフラジリスティックエクスピアリドーシャス（メリー・ポピンズ）

### ファンタジーにおける呪文
漫画やアニメ、ゲームなどのファンタジー作品では、呪文が新しく造語される場合がある。
以下にページ、節がある代表例を示す。
文学
- ハリー・ポッターシリーズの魔法一覧 - 呪文は一部を除きラテン語が元になっている。
- 中つ国の魔法（英語版） - J・R・R・トールキンは独自の人工言語を作り出した。

ゲーム
- ドラゴンクエストシリーズの呪文体系
- ファイナルファンタジーシリーズの魔法形態
- 『スターオーシャン』シリーズの紋章術
- 『女神転生』シリーズの魔法体系
- 『アルトネリコ』シリーズのヒュムノス語

## 外国語で有名な呪文
- アラカザン：手品師が使う呪文。語源は諸説ある。意味も不明。
- ヴォアラ（voila） - 手品で使われるフレーズ。感嘆詞で「ほら！」の意
- 急急如律令（中国語版）：中国漢代の公文書の末尾に、急々に律令のごとくに行え、の意で書き添えた語。後に、道教、陰陽道、祈祷僧が悪魔祓いに使用するようになった[7]。
- ホーカス・ポーカス：主に英語圏で手品等に使われる呪文。
- プレスト（Wikt:en:presto）- 手品で使われるフレーズ。プレスト・チャンゴ（イタリア語で「即変化」の意）という形でも使用される。
- シャザム（Wikt:en:shazaam）
- 真言（マントラ）
  - オーム (聖音)（オーン）：インドの諸宗教において神聖視される呪文
  - スヴァーハー（ソワカ）：願いが神々に届く事を祈る聖句
- Ajji Majji la Tarajji ：ペルシャ語の呪文
- Jantar Mantar Jadu Mantar：インドの呪文
- ムテル (Mutelu)：80年代のインドネシア映画で使われた魔術の呪文[8]。2021年の流行した曲などにも使われるが、語源は判明しない[8]。そもそも植民地時代には呪術的なものは禁止されていた[8]。

### 文書
- ブックカース - 製本技術が発達する以前、本は希少で高価なもので盗難が問題であった。そのため、本には盗難者を呪う言葉が書かれた。
- アタルヴァ・ヴェーダ - バラモン教の儀式について記された本
- グリモワール
  - キプリアヌス (本)（英語版） - スカンジナビアの民間信仰の呪文集（Svarteboken：黒い本）。
  - メルゼブルクの呪文
  - 九つの薬草の呪文
- 「死者の呪文」の呪文の一覧（英語版） ‐ 死者の書に書かれた呪文。

### その他
- 墓碑 - ウィリアム・シェイクスピアの墓などに遺体の取り扱いに関する呪いの言葉が書き記されている。
- 焼印 - 家畜が害獣から守られるように呪文が焼印として押されることもあった。

### 関連用語
- 呪文詠唱（英語版）
- en:Incantation
- en:Invocation（祈祷）
- ガルドル（英語版）
- 聖句
- 祈りの一覧、祈り（祈願）
- 希求法 - 挨拶などに見られるお祈りの文法

名前
- 諱（いみな） - 本当の名前を普段使いしてはいけないという風習。避諱、偏諱などのルールがある。
- ユダヤ教における神の名前（英語版） - 「わが主」、エール（セム語派で神の意）、エロヒム、テトラグラマトン（聖四文字）などのように直接呼んではいけない。
- 死者の名前（英語版） - アフリカなどの地域で死んだ人間の名前を一定期間呼んではいけない風習がある。